# Turn: Washington’s Spies
Turn: Washington’s Spies ist eine US-amerikanische Historienserie, die von 2014 bis 2017 vom Sender AMC ausgestrahlt wurde. Sie basiert auf dem Buch Washington’s Spies: The Story of America’s First Spy Ring, geschrieben von Alexander Rose.
Im Juli 2016 verlängerte AMC die Serie um eine zehnteilige vierte und letzte Staffel, die ab dem 17. Juni 2017 ausgestrahlt wurde. In Deutschland fand die Erstveröffentlichung am 4. August 2017 bei Amazon Video statt.

## Handlung
Die Serie überspannt Ereignisse zwischen den Jahren 1776 und 1781. Sie konzentriert sich auf den Bauern Abraham Woodhull, der mit seinen Freunden aus der Jugendzeit den Culper Ring bildet, eine Spionageorganisation, welche die Wende im Unabhängigkeitskrieg der Vereinigten Staaten gegen Großbritannien einleiten konnte. Die Serie beginnt im Oktober 1776, kurz nach britischen Siegen über Washingtons Kontinentalarmee und der Rückeroberung von Long Island und dem Hafen von New York im Namen der Krone. Fortan liegen sich die Kontinentalarmee unter General Washington in Philadelphia und die British Army unter König Georg III. in New York gegenüber.
Prägendes Stilelement der Serie ist die ambivalente Vielschichtigkeit der Charaktere, die zu überraschenden Wendungen führt.

## Besetzung und Synchronisation
Die deutsche Synchronisation entsteht nach einem Dialogbuch und unter der Dialogregie von Mario von Jascheroff durch die Synchronfirma SDI Media Germany in Berlin.
| Schauspieler    | Figur                  | Hauptrolle (Staffel) | Synchronsprecher          |
| --------------- | ---------------------- | -------------------- | ------------------------- |
| Jamie Bell      | Abraham „Abe“ Woodhull | 1–4                  | Nicolás Artajo            |
| Seth Numrich    | Benjamin Tallmadge     | 1–4                  | Constantin von Jascheroff |
| Daniel Henshall | Caleb Brewster         | 1–4                  | Nico Mamone               |
| Heather Lind    | Anna Strong            | 1–4                  | Luisa Wietzorek           |
| Meegan Warner   | Mary Woodhull          | 1–4                  | Maria Hönig               |
| Kevin McNally   | Richard Woodhull       | 1–4                  | Jürgen Kluckert           |
| Burn Gorman     | Edmund Hewlett         | 1–4                  | Mario von Jascheroff      |
| Angus Macfadyen | Robert Rogers          | 1–4                  | Kaspar Eichel             |
| Samuel Roukin   | John Graves Simcoe     | 1–4                  | Stefan Staudinger         |
| JJ Feild        | John André             | 1–3                  | Boris Tessmann            |
| Ian Kahn        | George Washington      | 2–4                  |                           |
| Owain Yeoman    | Benedict Arnold        | 2–4                  | Tobias Nath               |
| Ksenia Solo     | Peggy Shippen          | 2–4                  | Yvonne Greitzke           |

## Ausstrahlung

### Vereinigte Staaten
Die erste Staffel wurde zwischen dem 6. April und dem 8. Juni 2014 auf dem Sender AMC ausgestrahlt. Die zweite Staffel lief vom 13. April bis zum 8. Juni 2015. Zwischen dem 15. April und dem 27. Juni 2016 zeigte AMC die dritte Staffel. Ab dem 17. Juni 2017 bis zum 12. August 2017 wurde die vierte und letzte Staffel ausgestrahlt.

### Deutschland
Die komplette erste Staffel wurde am 4. März 2015 von Amazon über ihren Video-on-Demand-Service Amazon Video veröffentlicht. Die zweite Staffel wurde dort am 25. Juli 2015 und die dritte Staffel am 14. August 2016 veröffentlicht. Die vierte und letzte Staffel wurde am 3. Oktober 2017 veröffentlicht.